# فرودگاه ماهندرانگار
فرودگاه ماهندرانگار (به انگلیسی: Mahendranagar Airport) یک فرودگاه همگانی با کد یاتا XMG است . این فرودگاه در کشور نپال قرار دارد و در ارتفاع ۱۹۸ متری از سطح دریا واقع شده است.